# エリク9世 (スウェーデン王)
エリク9世聖王（Erik IX den helige, 1120年頃 - 1160年5月18日）は、スウェーデン王でエリク家最初の王（在位：1156年 - 1160年）。スウェーデン国教会では列聖されている。エリクが暗殺された5月18日が記念日となっている。

## 生涯

### 生い立ちと家族
エリク9世は1120年にスウェーデンのヴェステルイェートランド地方で生まれた。父はスウェーデン軍の騎士イェドヴァルドと言われ、母は元スウェーデン王ブロット＝スヴェンの娘セシリア。弟にカルマル連合期に王となるカール8世の祖先となる人物がいたといわれる。さらに母方の従兄がのちにエリク家と競合しながらスウェーデン王を出すスヴェルケル家の開祖スヴェルケル1世がいたという。
エリクは20代後半頃にスウェーデン王インゲ1世の孫娘で又従姉妹のクリスティナと結婚した。さらに彼自身の外祖父が元スウェーデン王ブロット＝スヴェンというこれら二つの縁で地方の王位を継承した。これがのちに彼がスウェーデン王になる道を作る大きなきっかけだった。

### 即位とその治世、スウェーデン国旗の由来
1156年のクリスマスにスウェーデン王スヴェルケル1世が暗殺されスウェーデン王の座が空白となった。そこで、スヴェルケル1世の母方の従弟で地方の王であったエリクが支持を受け、即位した。熱心なキリスト教の信者だったエリクは王となってすぐに、北欧をキリスト教で固めるためにフィンランドに対する第一次北方十字軍を率い異教徒の制圧に向かった。それとともに勢力拡大も狙ったとされる。その遠征の際に目撃した「青空に浮かぶ金の十字架」がスウェーデン国旗のモデルとなったという。第一次北方十字軍での活躍はローマ教皇の耳に届き、ローマ教皇はエリクの行いを評価した。エリクはローマ教皇という大きな後ろ盾を手に入れたのである。このことを知ったエリクは、深く感謝し、息子のクヌートをローマに使節として送った。国政の面ではエリクは既婚女性の遺産相続も可能とするなどスウェーデン国内の法律を改革するという大きな功績を残した。

### 最期
1160年5月18日の朝、エリクはウプサラで礼拝を終えて教会から城に帰るときにマグヌス・ヘンリクソン率いる軍勢に襲われ命を落とした。こうしてマグヌスがスウェーデン王マグヌス2世として即位したが、彼も王位を狙うカール・スヴェルケルソン（後のスウェーデン王カール7世）に殺され、在位1年で王位を奪われた。

### その後のエリク家

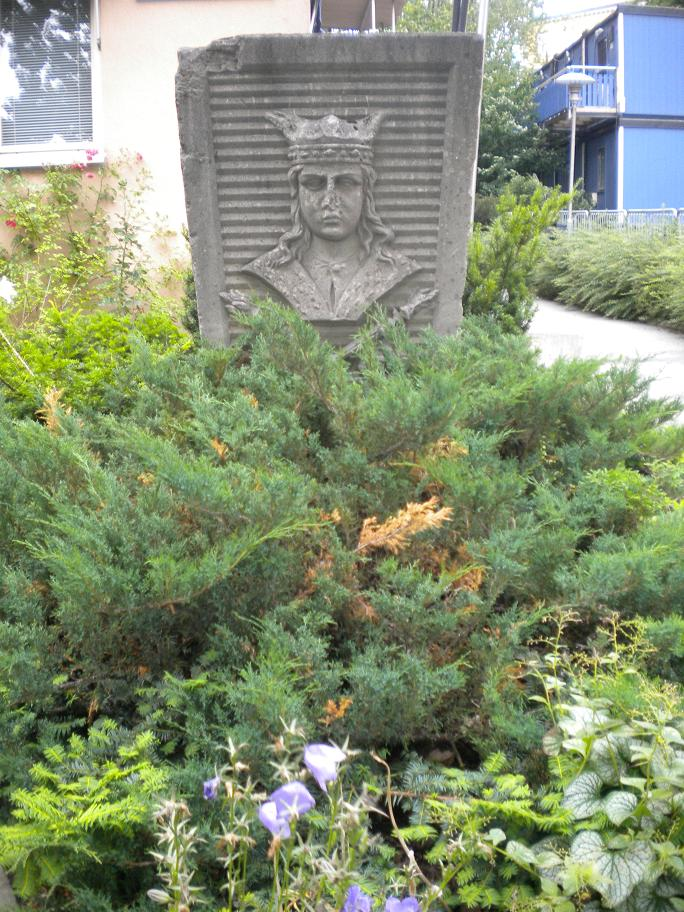
街の象徴的な後援者としてのストックホルムの聖エリックの多くの画像の1つ。

エリク暗殺後、ローマにいたエリクの息子クヌートはスウェーデンに戻り、1167年にカール・スヴェルケルソンを殺し、王位を奪った。そして彼はスウェーデン王クヌート1世として即位して約29年間王として君臨した。その後もエリク家は1250年にエリク11世が死ぬまでスヴェルケル家と競合しつつ断続的にスウェーデン王を出した。彼の子孫は女系で玄孫のヴァルデマール1世を経て現在のデンマーク王室につながっているという。

## 子女
エリクはインゲ1世の孫娘のクリスティナと結婚して以下の子女をもうけた。
- クヌート1世（1150年 - 1196年） - スウェーデン王（1167年 - 1196年）
- フィリップ（? - ?） - スウェーデン王クヌート2世の祖父といわれる
- カタリーナ（? - ?） - スウェーデンの大貴族ニルス・ブレイクと結婚
- マルガレータ（1155年頃 - 1209年） - 1185年にノルウェー王スヴェレ・シグルツソンと結婚

## 関連項目

ストックホルムの紋章。エリックザセントを描いており、中世のシールに基づいている。

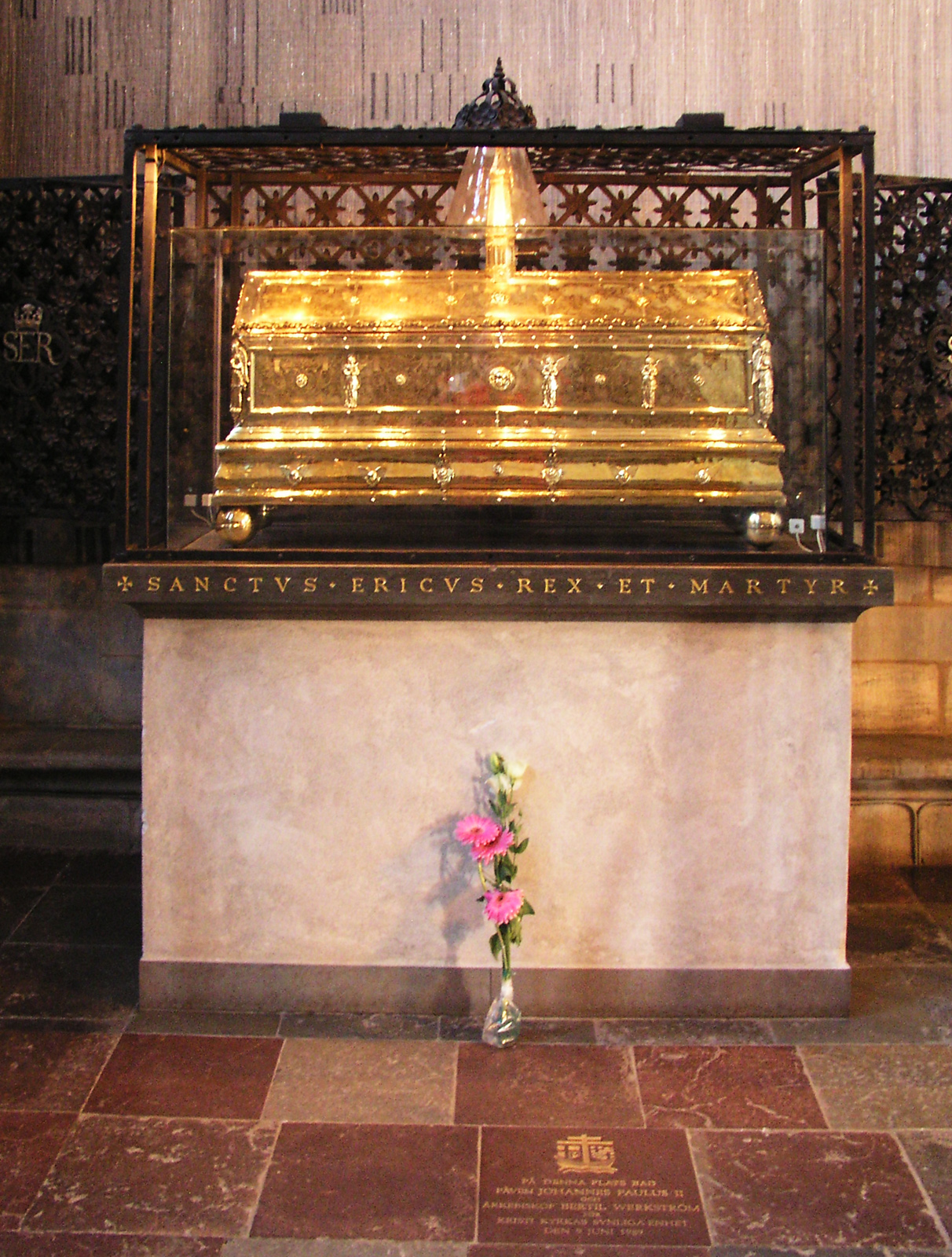
エリックザサン、ウプサラ大聖堂の銀色の聖遺物箱

### 引用
1. ↑  日本大百科全書(ニッポニカ). “エーリク（9世）(えーりく)とは”. コトバンク. 2020年3月21日閲覧。